# Мулай-Ідріс-Зергун
Мулай-Ідріс або Мулай-Ідріс-Зергун (араб. مولاي ادريس زرهون) — місто на півночі Марокко, у регіоні Фес — Мекнес, що лежить на пагорбах гори Зергун. Відоме тим, що тут похований Ідріс I, найперший ісламський правитель Марокко, на честь якого назване місто. Входить до попереднього Списка об'єктів Світової спадщини ЮНЕСКО з 1995 року.

## Історія

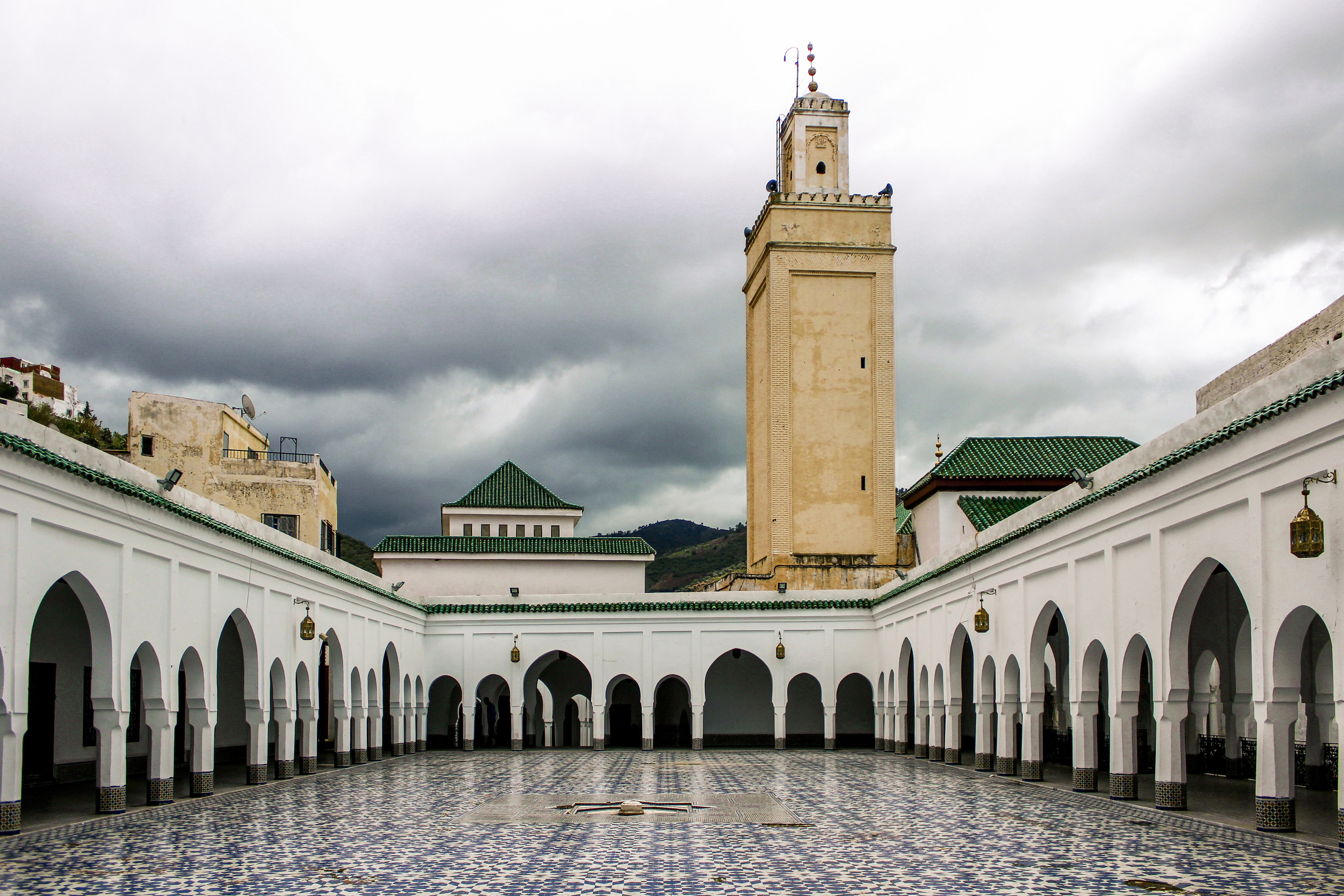
Зовнішній дворик завії

Ідріс I (також відомий як Мулай Ідріс) був нащадком пророка Мухаммада, що втік від Аббасидів після битви при Фасі, через його підтримку переможених про-шиїтських повстанців. Він дістався Волюбіліса, колишнього римського містечка, яке до того часу було заселене здебільшого берберами. У 789 році він, в якості нащадка Пророка, уклав союз з місцевими берберськими племенами та швидко став найважливішим релігійним та політичним лідером у регіоні. Оскільки рівнинне розташування стародавнього римського Волюбіліса, вважалося вразливим, поселення було перенесене до нового місця, залишивши старі римські руїни занедбаними:22.
Ідріс I помер у 791 р., можливо, через отруєння за наказом аббасидського халіфа Харуна аль-Рашида, безпосередньо перед тим, як народився його син, Ідріс II  . Після досягненгя Ідрісом II повноліття 803 року, він обійняв посаду правителя та продовжив політику свого батька,  значно розширивши авторитет нової держави Ідрісидів. Як результат, династія Ідрісидів грала провідну роль у ранній ісламізації Марокко та сформувала першу справжню «ісламську» державу, що мала міцну владу на своїй території. Також Ідрісидами було засноване видатне місто Фес, яке за часів Ідріса II отримало статусу нової столиці.
Після здобуття Марокко незалежності  1956 року мавзолей Мулая Ідріса було реконструйовано, а мечеть — значно розширено королем Мохаммедом V та його сином, Хасаном II. Й донині могила Ідріса I є місцем паломництва та центром популярного релігійного фестивалю, який проходить щосерпня. Через свій священний статус, місто було заборонено для відвідування немусульманам до 1912 року (а до 2005 року немусульмани не могли залишатися в ньому на ніч).
У 1995 році Мулай-Ідріс-Зергун був включений до попереднього Списку об'єктів Світової спадщини ЮНЕСКО.

## Географія
З 2015 року місто відноситься до області Фес — Мекнес. Руїни стародавнього берберського та римського міста Волюбіліс лежать всього за п’ять кілометрів від нього  Чимало будіельних матеріалів при заснуванні Мулая-Ідріса було взято саме від Волюбіліса. Інші великі міста області, Мекнес та Фес розташовані за 28 та 50 км відповідно.
Місто розташоване на передгір'ях гори Зергун, що відноситься до гірського масиву Ер-Риф. Два передгір'я цієї гори, на яких лежить Мулай-Ідріс, зумовлюють поділ міста саме на два райони.

## Пам'ятки міста

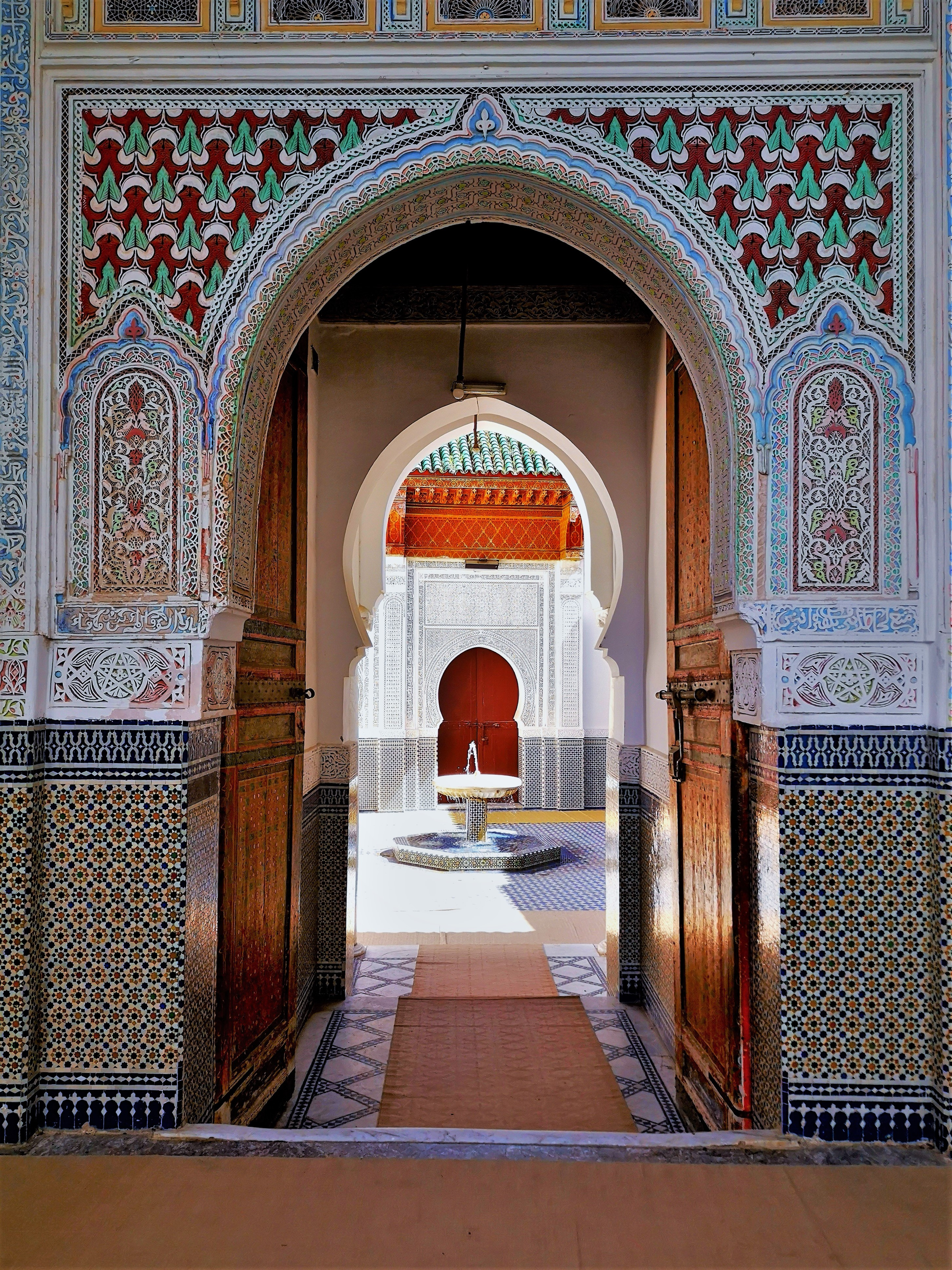
Вхід до завії

### Завія Мулая Ідріса I
Завія (приміщення в мечеті або при ній, де ведеться викладення читання, писання, теологічних дисциплін) Мулай-Ідріса розташована у середмісті, її вхід розташований недалеко від головного майдану міста. Вона має високий мінарет квадратної форми, типовий для марокканської архітектури. Вхід до завії немусульманам заборонений.

### Мінарет циліндрічної форми
Мечеть Сентіссі була побудована в 1939 році місцевим жителем після повернення з хаджу до Мекки. У ній розташований єдиний у Марокко мінарет циліндричної форми, що покритий мозаїкою із зелених плиток з білими арабськими написами в стилі куфік, де написана одна з сур із Корану. Зараз ця мечеть є медресе (школою, де вивчають Коран), тому її також називають Медресе Ідріс.